# Schönbühel-Aggsbach
Schönbühel-Aggsbach är en kommun  i Österrike. Den ligger i distriktet Melk i förbundslandet Niederösterreich. Huvudorten Schönbühel an der Donau ligger 73 km väster om huvudstaden Wien. 
Kommunen består av sju orter (Ortschaften) (inom parentes invånarantal 1 januari 2024):

- Aggsbach-Dorf (405) (ej att förväxla med Aggsbach Markt på andra sidan Donau)
- Aggstein (54)
- Berging (73)
- Gschwendt (0)
- Hub (65)
- Schönbühel an der Donau (295)
- Wolfstein (50)